# ميخائيل فيل
ميخائيل فيل (بالإنجليزية: Michael Fell)‏ هو محامي أمريكي، ولد في 2 ديسمبر 1963.